# Minestrone alla genovese
Il minestrone alla genovese (in dialetto genovese menestrun a zeneize) è un primo piatto tipico della cucina ligure ed in particolare di Genova.

## Descrizione
Il piatto appartiene alla cucina povera tipica della cucina ligure: i suoi ingredienti sono prodotti della natura di facile reperibilità, quali verdure di stagione e legumi: patate, fagioli (grixi e balin) oppure borlotti, zucchine, bietoline, borragine e pasta detta "scuccuzzù" o bricchetti o taglierini) o anche riso, nonché l'indispensabile pesto di basilico (baxaicò). 

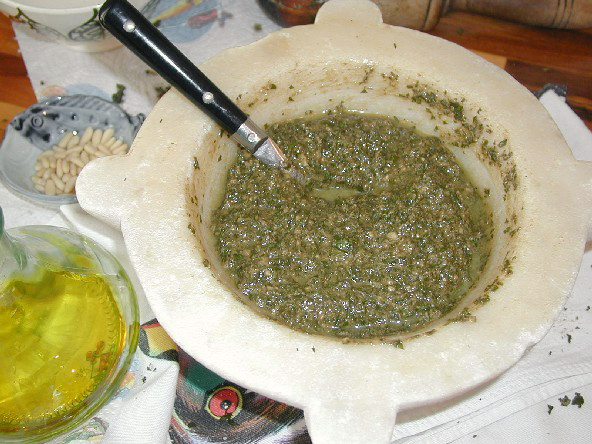
Il pesto alla ligure è indispensabile per conferire il particolare sapore al minestrone alla genovese

## Abbinamenti enogastronomici
Viene servito tiepido, oppure d'estate anche freddo, accompagnato dal vino Vermentino.